# Историко-етнографски музей (Болград)
Историко-етнографският музей е музей в град Болград, Одеска област, Украйна.
Той е сред най-големите и известни регионални музеи в региона. Музеят е събрал над 4500 експоната.

## История
Музеят е основан през 1960–те години. Инициатива за създаването му провеждат младите учители: Павел Федорович Ешмеков – учител по история, археолог; Леонид Василевич Суботин – единствен специалист в Украйна по изучаването на проблемите на енеолитско–бронзовата епоха; Юрий Федорович Греков – начинаещ журналист. Отдавайки се на тази дейност през свободното си време, те привличат към своята работа приятели, познати и студенти. Леонид Суботин установява близки взаимоотношения с Археологическия музей и Държавния университет в Одеса. По-късно музеят в Болград получава статут на национален музей.
Леонид Суботин като археолог, първоначално участва в археологически експедиции, а след това започва независими изследвания. През 1964 г. основава Клуб „Млад археолог“, чиито членове участват активно в археологическите проучвания и разкопки на могили и селища в района на Болград.
През 1989 г., с решение на регионалния изпълнителен комитет на Одеса е преобразуван на етнографски отдел на Одески историко–краеведчески музей и става известен като исторически и етнографски музей.

## Експозиция
В първата зала експозицията е посветена на далечното минало на Болград. Музеят представлява сравнително голяма археологическа колекция. Най-ранните археологически експонати са костите на мамут, по-точно на древен слон, чийто кости са намерени на юг от Болград. Те стават важно откритие и предизвикват голям интерес в научните среди. Преди това се е смятало, че мамути и древни слонове не са живели по тези земи.
Във втората стая посетителите ще се запознаят с историята на основаването на град Болград и неговото развитие. Бил е наречен перлата на Бесарабия, като е замислен за столица на „Нова България“ в южна Бесарабия, където са основани 83 колонии от български имигранти.